# James Howard Kunstler

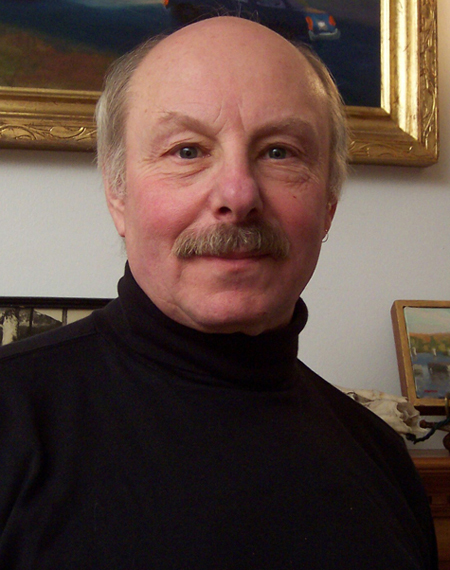
James Howard Kunstler Dezember 2007

James Howard Kunstler (* 19. Oktober 1948, New York City, New York) ist ein amerikanischer Autor, Zivilisationskritiker, Redner und Blogger. Kunstlers teilweise apokalyptische Kulturkritik gehört mit zu den Begründungen des New Urbanism in den USA.

## Lebenslauf
Kunstler stammt aus einer jüdischen Familie. Die Eltern ließen sich scheiden, als er acht Jahre alt war. Sein Vater war im Diamantenhandel tätig, sein Stiefvater nach der frühen Scheidung der Eltern Drehbuchautor am Broadway. Die Kleinstadtidyllen, welche durch viele seiner Bücher thematisiert werden, nehmen Aspekte von Sommerferienlagern in New New Hampshire auf. 1966 schloss er seine Studien an der Fiorello H. LaGuardia High School of Music & Art and Performing Arts High School of Music & Art ab und erhielt am State University of New York at Brockport einen Major in Theaterwissenschaften. 
Kunstler arbeitete zunächst unter anderem für die Zeitschrift Rolling Stone. Ab 1975 war er als freier Schriftsteller in Saratoga Springs tätig. Er war zeitweise mit der Autorin Jennifer Armstrong verheiratet.

## Positionen
Im Sinne eines säkularen Millenarismus ist Kunstler insbesondere für apokalyptische Folgerungen aus dem globalen Ölfördermaximum bekannt. Er hatte allerdings bereits im Vorfeld des Jahr-2000-Problem etliches an im Nachhinein als übertrieben angesehenen Voraussagen getätigt. Für seine pro-israelische Haltung im Nahostkonflikt wurde er teilweise heftig kritisiert.

## Bibliographie
| Sachbuch - Geography of Nowhere (1993) - Home from Nowhere (1996) - The City in Mind: Notes on the Urban Condition (2002) - The Long Emergency (2005) - Too Much Magic (2012) | Romane - The Wampanaki Tales (1979) - A Clown in the Moonlight (1981) - The Life of Byron Jaynes (1983) - An Embarrassment of Riches (1985) - Blood Solstice (1986) - The Halloween Ball (1987) - Thunder Island (1989) - Maggie Darling: A Modern Romance (2003) - World Made by Hand (2008) | Theaterstücke - Big Slide (2010) |